# (10117) Tanikawa
(10117) Tanikawa (1992 TW) – planetoida z pasa głównego asteroid okrążająca Słońce w ciągu 5,14 lat w średniej odległości 2,98 j.a. Odkryta 1 października 1992 roku.